# Erebos
Erebos (grekiska: Ερεβος latin: Erebus) personifierade mörkret enligt den grekiska mytologin och hans namn betydde "underjordens dunkel". Han var en av de första skapelserna i universum och enligt de flesta källor var han född ur Chaos. Det finns andra källor som påstår att Kronos och Ananke skulle vara hans föräldrar. Han var både bror och make till Nyx (Natten).
Erebos tjocka, mörka dimma sades omhölja världens kanter och fyllde de mörka platserna under världen (kallad underjorden eller Hades).

## Mörkrets barn
Barn med Nyx
- Aither
- Hemera
- Sophrosyne
- Epiphron
- Hybris
- Eleos

Nyx som ensam moder eller tillsammans med Erebos
Flera av Nyxs avkommor föddes utan fader, men i många fall är det osäkert om inte hennes bror Erebos var far till barnen.
- Thanatos
- Hypnos
- Morors
- Momos
- Oizys
- Apate
- Philotes
- Geras
- Ponos
- Kererna

Osäkra föräldraskap
Ett klassiskt problem i den grekiska mytologin är föräldraskap. Det finns ofta lika många olika föräldrar som det finns versioner av myterna och vissa karaktärer kan därför ha flera möjliga föräldrar. Följande mytologiska figurer kan Erebos vara far till:
- Eros
- Nemesis
- Eris
- Eufrosyne
- Styx
- Dolos
- Deimos och Phobos
- Oneiroierna: bl.a. Morpheus, Ikelos, Phobetor & Phantasos
- Hesperiderna
- Moirerna: Klotho, Lachesis och Atropos
- Erinyiderna: Alekto, Megaira och Tisiphone

- Erebos kallas också den mörka region under jorden där de avlidnas skuggor måste passera på sin väg till Hades dödsrike.
- Ett örike i kampanjvärlden Ereb Altor till det svenska rollspelet Drakar och demoner.